# Galleria di base del Lötschberg
La galleria di base del Lötschberg è una galleria ferroviaria di 34,6 km che collega le località svizzere di Frutigen e Raron ed è stata inaugurata il 16 giugno 2007. È stata resa subito disponibile per il traffico merci, mentre il traffico passeggeri è iniziato a circolare al cambio di orario annuale il 9 dicembre 2007.
La galleria fa parte del progetto ferroviario svizzero AlpTransit relativo all'alta velocità ferroviaria.

## Caratteristiche
Il tunnel è la prima parte ad essere stata completata dell'intero progetto denominato AlpTransit. Per contenere i costi il progetto è stato ridimensionato: sarà completato solo il tunnel est. Quello ovest funzionerà solo per circa un terzo (prima di ricongiungersi con l'altro), sarà scavato al grezzo (senza binari) per circa un altro terzo ed infine non sarà costruito affatto nell'ultimo terzo (ovvero per circa 8 km).
In questo tratto come galleria di sicurezza del tunnel est viene utilizzata quella di sondaggio, nel resto del tunnel ogni tubo servirà a soccorrere l'altro. Inoltre ci sono due gallerie di accesso intermedie ed è previsto il portale di Steg (non ancora costruito, che permetterà ai treni provenienti da Berna di andare in direzione di Sion senza cambiare direzione a Visp).
Il vecchio tunnel già esistente (nel 1908 teatro della cosiddetta "Tragedia italiana",  durante la cui costruzione morirono 25 operai tutti italiani), che fu ultimato nel 1913, continuerà ad essere percorso da treni regionali e dai treni merci più lenti e leggeri che non si è riusciti a programmare nel nuovo tracciato; la suddivisione sarà di circa 66 treni nel vecchio tunnel e 110 nel nuovo (a pieno regime). Di questi ultimi la previsione è che si tratti di 30 treni passeggeri e 80 di treni merci compresi quelli destinati al trasporto intermodale.
Le velocità commerciali di transito previste variano dai 100 km/h dei treni merci sino ai 200 km/h dei treni IC e a cassa oscillante (es. Pendolino, con possibilità tecnica fino a 250 km/h).
Il 24 luglio 2006 è stata terminata la posa in opera dei binari. Nel dicembre 2006 un treno speciale, attrezzato di vari strumenti di misura, ha effettuato corse di prova nel tunnel raggiungendo la velocità di 280 km/h.